# 史密斯商學院

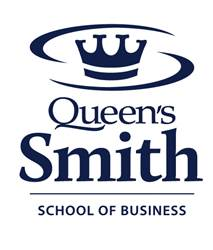
皇后大學史密斯商學院标志

皇后大學史密斯商學院（Smith School of Business）位於加拿大安大略省的京士頓女王大學。其商業學士班課程自1919年開設，為加拿大第一個設立的。在2012年的美國彭博商業週刊裡，皇后商學院所提供的全日制工商管理碩士被評為美國境外全球第四名。

## 資料來源
1. ↑  .   [2013-03-21]. （原始内容存档于2014-11-16）.